# Final Holocaust
Final Holocaust Records (Файнл Холокост Рекордз) — российская независимая фирма грамзаписи, основанная в феврале 1992 года и возглавляемая Алексеем Апполоновым. Первая фирма грамзаписи в России, которая специализировалась на издании групп, исполняющих экстремальные поджанры метала (дэт-метал, грайндкор и пр.). Начала деятельность выпуском по лицензии пластинок групп Benediction, Pungent Stench, Autopsy, затем были выпущены пластинки и демо-кассеты ряда групп из России и СНГ. Закрылась по причине банкротства в мае 1994 года.

## История
После основания в феврале 1992 года летом переходит под крыло Polytek Records и уже осенью подписываются контракты на издание музыкальных релизов по лицензии с лейблами Peaceville Records и Nuclear Blast Records, с которыми Алексей Аполлонов имел эпизодические связи ещё до основания фирмы. Затем лейбл занялся также выпуском релизов групп из России (запись производилась на студии TEF в Гнесинском училище). Так в апреле 1993 года был заключён контракт c питерской группой Great Sorrow и осенью того же года выпущен её дебютный лонгплей «Maze Of Doom». До банкротства в планах было издание по лицензии альбомов групп Dismember («Indecent & Obscene»), Paradise Lost («Gothic»),  My Dying Bride («As the Flower Withers»). Помимо этого планировалось издать в формате 7" EP релиз «Cosmic Flight Around Astralspher» группы Suppuration (бывшая группа участников Nokturnal Mortum). Также был заключены контракты с российской индастриал-группой Crunch и белорусской Gods Tower.

## Каталог лейбла
- FH 001 AUTOPSY «Mental Funeral» (LP) - лицензия Peaceville
- FH 002 PUNGENT STENCH «For God Your Soul…For Me Your Flesh» (LP) - лицензия Nuclear Blast
- FH 003 BENEDICTION «Subconscious Terror» (LP) - лицензия Nuclear Blast
- FH 004 NECROK.I.L.L.DOZER «Misunderstood» (7"EP) 1993 (1500 экземпляров)
- FH 005 CORPSE[англ.] «Remembrance of Cold Embodiments» (7"EP) 1993 (1500 экземпляров)
- FH 006 My Dying Bride «Turn Loose The Swans» (LP) - лицензия Peaceville
- FH 007 GREAT SORROW «Maze Of Doom» (LP) 1993